# Championnats d'Europe de judo 1954
Navigation
Édition précédente Édition suivante
La 4e édition des championnats d'Europe de judo, s'est déroulée le 11 décembre 1954 à Bruxelles, en Belgique. Comme en 1952, une compétition parallèle par catégories de poids intitulée "Test weights european championships" a été organisée en marge des championnats. Trois catégories étant représentées :- 68 kg, - 80 kg, + 80 kg, remportées respectivement par Jan De Waal (Pays-Bas), Hein Essink (Pays-Bas) et le Tchèque Pisaric Zdenek. Les Français n'ont pas participé pas à cette compétition. 

## Résultats

### Individuels
| Épreuves                         | Or                    | Argent                 | Bronze                                             |
| -------------------------------- | --------------------- | ---------------------- | -------------------------------------------------- |
| 1e dan                           | Daniel Outelet (BEL)  | Gilbert Briskine (FRA) | Enrico Aparicio (ESP) André Collonges (FRA)        |
| 2e dan                           | Michel Dupré (FRA)    | Douglas Young (GBR)    | Piet van den Geest (NED) Richard Unterburger (FRG) |
| 3e dan                           | Bernard Pariset (FRA) | André Collonges (FRA)  | Alfred Grabert (GBR) Jan van den Horst (NED)       |
| Toutes catégories catégorie Open | Anton Geesink (NED)   | Henri Courtine (FRA)   | Guy Cauquil (FRA) Nicola Tempesta (ITA)            |

### Par équipes
| Épreuve     | Or                                                                        | Argent                                                               | Bronze |
| ----------- | ------------------------------------------------------------------------- | -------------------------------------------------------------------- | --- |
| Par équipes | France Guy Cauquil Michel Dupré Henri Courtine Bernard Pariset Jean Legay | Pays-Bas Jan de Waal Hein Essink Piet Feyt Anton Geesink Jan Rapmund | Royaume-Uni Richard Bowen Alfred Grabert MacDermotte Whyman Douglas Young Tchécoslovaquie Alexandr Adamec Zdeenk Pisarik Cenek Svejda Alfred Tompich Karel Vitek |

## Tableau des médailles
Les médailles obtenues dans la compétition par équipes ne sont pas comptabilisées dans le tableau de médailles.
| Rang  | Nation               | Or | Argent | Bronze | Total |
| ----- | -------------------- | -- | ------ | ------ | ----- |
| 1     | France               | 2  | 3      | 2      | 7     |
| 2     | Pays-Bas             | 1  | 0      | 2      | 3     |
| 3     | Belgique             | 1  | 0      | 0      | 1     |
| 4     | Royaume-Uni          | 0  | 1      | 1      | 2     |
| 5     | Allemagne de l'Ouest | 0  | 0      | 1      | 1     |
| 5     | Espagne              | 0  | 0      | 1      | 1     |
| 5     | Italie               | 0  | 0      | 1      | 1     |
| Total | Total                | 4  | 4      | 8      | 16    |

## Sources
- JudoInside.com.

- Epreuve par équipes sur le site allemand sport-komplett.de.